# Моріс Бішоп
Моріс Руперт Бішоп (англ. Maurice Rupert Bishop; 29 травня 1944 — 19 жовтня 1983) — політичний діяч Гренади, лідер партії Спільні зусилля у галузі соціального забезпечення, освіти та визволення, прийшов до влади в результаті революційного перевороту 13 березня 1979 року. Глава Народного революційного уряду у 1979–1983 роках. Усунутий від посади та розстріляний в результаті перевороту.

## Життєпис
Народився 29 травня 1944 року поблизу узбережжя Венесуели на острові Аруба, який у ті часи був колонією Нідерландів у складі Нідерландських Антильських островів. Його батьки Руперт та Елмент Бішоп, прибули туди на заробітки з розташованої на північному сході британської острівної колонії Гренада.

### Ранні роки
До шести років Моріс Бішоп зростав та виховувався на Арубі разом із двома старшими сестрами — Енн і Моран, а 1950 його батько із родиною повернувся на батьківщину та відкрив невеличку крамницю у Сент-Джорджесі. Там Моріса віддали на навчання до початкової школи Веслі. Після року навчання, 1951, був переведений до Римо-католицької початкової школи Святого Георгія.
1957 закінчив школу й отримав одну з чотирьох державних стипендій для навчання у столичному коледжі «Roman Catholic Presentation Brothers' College», який перебував під піклуванням католицької церкви. У коледжі Бішоп активно включився до суспільного життя: його обирали президентом студентської ради, президентом дискусійного клубу та спілки з вивчення історії, був редактором студентської газети «Students voice», активно займався ріщними видами спорту. Йому вдалось налагодити контакти з молоддю з англіканського коледжу Grenada Boys Secondary School, у той час коли між навчальними закладами традиційно існувала конкуренція, що часом виливалась у ворожнечу. Він був палким прихильником створеної 1958 року Федерації Вест-Індії та ідей «карибського націоналізму». Значною мірою цікавився кубинською революцією 1959. У ті ж роки у Бішопа та його соратників з'явилась цікавість до читання праць Кваме Нкруми та Франца Фанона. 1962 року Моріс Бішоп закінчив коледж із золотою медаллю за видатні здібності.

### Навчання в Англії
Незадовго до завершення навчання, на початку 1962, Бішоп і молодіжний лідер з Grenada Boys Secondary School Бернард Коард створили Асамблею молодих борців за істину, покликану залучити молодь острова до політичного життя й обговорення нагальних проблем країни. Учасники тієї групи влаштовували відкриті політичні диспути, до яких втягували жителів міста. Однак за дев'ять місяців Бішоп та інші керівники Асамблеї роз'їхались для навчання в університетах Європи та США, і діяльність групи припинилась. У грудні 1963 Моріс Бішоп прибув до Лондона, щоб вивчати право у Голборнському коледжі Лондонського університету. У Лондоні він також вступив до аспірантури Королівського коледжу та виборов стипендію L.L.B. у Грейс-інн, одному з чотирьох судових іннів, що приймали студентів, які прагнули стати адвокатами. 1966 він отримав право адвокатської практики. При цьому Бішоп нерідко підробляв у Лондоні поштарем чи пакувальником овочів. Не полишаючи громадської діяльності, у 1963—1966 роках він був президентом асоціації студентів університету в Голборні, а 1967 очолив асоціацію студентів Королівського коледжу. Також був активним учасником заснованих 1964 року Постійної конференції Вест-Індських організацій та Компанії проти расової дискримінації.
З Великої Британії йому вдалось їздити до соціалістичної Чехословаччини та Німецької Демократичної Республіки. У той період він ознайомився з працями Карла Маркса, Володимира Леніна, Йосипа Сталіна, Мао Цзедуна, але особливе враження на нього справили книги Джуліуса Ньєрере. У 1967—1969 роках він працював над дисертацією «Конституційний розвиток Гренади», але залишив ту роботу через суперечки з науковим керівником. 1969 Бішоп отримав диплом юриста і того ж року став одним із засновників бюро правової допомоги Вест-Індського співтовариства «Legal aid clinic». Основним же джерелом прибутків для Бішопа стала офіційна посада ревізора додаткових податків на британській державній службі. У той період він, у листуванні з друзями, розробив дворічний план своєї діяльності після повернення до Гренади. План передбачав тимчасову відмову від участі у політичній діяльності, роботу адвокатом та пошук нових людей для створення у майбутньому організації, здатної взяти владу на острові.

### Повернення до Гренади
У січні 1970 Бішоп виїхав з Англії морем та після короткої зупинки на Тринідаді, у березні того ж року повернувся на батьківщину. Незважаючи на відмову від політики, що планувалась, 10 травня 1970 він провів демонстрацію на підтримку антиурядового студентського руху на Тринідаді, до вересня того ж року підтримував активні зв'язки з Тринідадським об'єднаним національним комітетом дії, а у грудні разом із Юнісоном Вайтменом брав участь у конференції у Сент-Люсії, де познайомився з майбутнім міністром закордонних справ Сент-Люсіїи Джорджем Одлумом та лідером Робітничої партії Ямайки Тревором Мунро. Також долучився до молодіжної групи «Форум», яка розгорнула свою діяльність у Гренаді, Сент-Люсії та Сент-Вінсенті після подій на Тринідаді. Він брав участь в організованих «Форумом» нечисленних маршах протесту, чим спричинив гнів батька, який вважав, що Моріс здобував освіту не для подібної діяльності.

### Рух медсестер
У листопаді 1970 медсестри шпиталю Сент-Джорджеса вийшли на демонстрацію з вимогами покращення утримання хворих. Глава гренадського уряду Ерік Гейрі наказав звільнити медсестер, що спричинило демонстрації солідарності та ланцюгову реакцію звільнень та виступів протесту. Бішоп та адвокат Кенрік Редікс стали на захист прав медсестер. На початку грудня пройшов марш солідарності, після якого сили безпеки заарештували близько 40 осіб. Бішопу та ще 5 заарештованим були висунуто звинувачення в організації заворушень, однак для захисту звинувачених з країн Карибського басейну з'їхались 10 відомих адвокатів, і звинувачених було звільнено під заставу після семи місяців судового процесу.

### Новий рух ДЖУЕЛ
У березні 1972 давній друг Моріса Бішопа Юнісон Вайтмен, який безуспішно намагався виступити на виборах проти Еріка Гейрі, заснував у парафіялній церкві Святого Давида у Сент-Джорджесі організацію Об'єднаний похід за статок, освіту та визволення (англ. Joint Endeavour for Welfare, Education, and Liberation) абревіатура якого — JEWEL — означала «коштовний камінь». Організація займалась розвитком кооперативного руху, соціальним розвитком, організацією культурної та спортивної діяльності у прилеглому районі, невдовзі стала популярною та поширила свою діяльність на інші населені пункти. У жовтні того ж року Бішоп та його прибічники заснували Рух народних асамблей, який невдовзі почав тісно співпрацювати з ДЖУЕЛ Вайтмена. У січні 1973 обидва рухи спільно організували кампанію засудження лорда Браунлоу, який закупив частину гренадських пляжів та почав їх огороджувати. Під час кампанії, керівниками якої стали Бішоп і Редікс, лорд був заочно засуджений народним трибуналом, а звинувачення у замаху на приватну власність оскаржено в суді.
11 березня 1973 року, після дводенного засідання активу, організації Бішопа та Вайтмена об'єднались на Новий рух ДЖУЕЛ (Новий революційний рух), який ставив перед собою завдання здобуття влади в країні для здійснення революційних перетворень. Моріс Бішоп та Юнісон Вайтмен стали координаційними секретарями руху.

### Конгрес народу
У червні того ж року ДЖУЕЛ, напередодні здобуття Гренадою незалежності, провів Конвент народу за незалежність, а 4 листопада 1973 у Гренвіллі — Конгрес народу, який засудив Еріка Гейрі за 27 злочинів економічного та соціального порядку й зажадав його відставки упродовж двох тижнів. Конгрес сформував Раду національної єдності з 23 осіб, яка мала виконувати функції уряду Гренади до нових виборів. Було висунуто лозунг «Станемо вільними 1973 року!» та видано маніфест «За владу народу й за справжню незалежність».

### «Кривава неділя»
18 листопада 1973 року Моріс Бішоп та інші керівники «ДЖУЕЛ» двома авто виїхали з Сент-Джорджеса до Гренвілля, де у кінотеатрі «Делюкс» мала відбутись їхня зустріч із підприємцями міста. Однак поблизу з вулканом Гранд-Етан кортеж Бішопа почали переслідувати машини поліції, а у Гренвіллі зустріли наряди сил безпеки. Під час шумної операції із захоплення керівників «ДЖУЕЛ» Бішопа та його помічників було схоплено й побито. У в'язниці у них були демонстративно поголені бороди, там же виявилось, що у Бішопа зламана щелепа. Разом було заарештовано 9 осіб. Ті події отримали у Гренаді назву «Кривавої неділі».

### «Кривавий понеділок»
Після звільнення Бішоп виїхав до Барбадосу, де йому зробили дві операції, однак ДЖУЕЛ продовжив організовувати виступи проти режиму Гейрі.
21 січня 1974, повернувшись до Гренади, Бішоп узяв участь у масовій демонстрації у Сент-Джорджесі. На демонстрантів, які повертались додому, було скоєно напад у районі готелю «Отвейс гаус». Прибічники Еріка Гейрі почали закидати їх камінням та пляшками з лимонадом, а поліція та сили безпеки застосували сльозогінний газ. У дверях готелю пострілом із гвинтівки було вбито батька Бішопа Рупера, який намагався увести жінок і дітей з місця сутичок. Ті події отримали у Гренаді назву «Кривавого понеділку». Після цього Бішоп та його соратники переглянули свої установки та розробили нову стратегію, зосередивши зусилля не на агітації та мобілізації населення на антиурядові виступи, а на організації партійних груп та ланок.

### Дивна змова у День незалежності
6 лютого 1974, за добу до проголошення Гренади незалежною державою, Моріса Бішоп було заарештовано за звинуваченням у підготовці збройної протиурядової змови та ув'язнено у Форт-Джорджі. Поліція заявила, що під час обшуку в будинку Бішопа було знайдено зброю, боєприпаси, спорядження й уніформу, виготовлену у Дангорщині (у звіті країною виготовлення уніформи було зазначено Dungaria, імовірно, замість Hungary). Окрім того поліція заявила, що до її рук потрапив план убивства Еріка Гейрі у нічному клубі, а також схеми партизанських таборів і списки майбутніх повстанців. Однак уже 8 лютого 1974 Бішопа звільнили під заставу, а невдовзі він виїхав до США, потім повернувся до Гренади, а 26 — 29 березня того ж року брав участь у нараді Регіонального керівного комітету Панафриканського конгресу у Гаяні. Він не втратив і адвокатську практику, 4 — 7 жовтня беручи участь у розгляді справи Дезмонда «Рас Кабінди» Троттера та Роя Мазона, яких звинувачували у вбивстві американського туриста. У жовтні того ж року він виїжджав у Тринідад, де брав участь у семінарі «Фашизм: Карибська реальність?», організованому профспілкою нафтовиків, а у листопаді ДЖУЕЛ створив Асоціацію дружби «Куба-Гренада».

### Депутат і нелегал
Наприкінці листопада 1975 року ДЖУЕЛ увійшов до складу передвиборчого Народного альянсу, який на парламентських виборах 7 грудня 1976 здобув 6 із 15 місць у парламенті. Бішоп став депутатом від Південно-Східного району Сент-Джорджеса та главою опозиційної парламентської фракції, Юнісон Вайтмен і Бернард Корд зайняли ще два депутатських крісла. У травні 1977 на запрошення кубинського Інституту дружби між народами Бішоп і Вайтмен відвідали Кубу.
У січні 1978 року був застрелений організатор «кривавої неділі» 1973 року Айнісент Белмар, у вбивстві якого влада звинуватила ДЖУЕЛ. Однак партія у парламенті й на масових мітингах заперечувала свою причетність до цього акту, а Бішоп як адвокат домігся виправдання активістів партії, заарештованих за підозрою в організації убивства.
У середині 1977 року керівництво ДЖУЕЛ почало напівлегальні заходи з організаційного зміцнення партії та розширення її лав. Було створено підпільний військовий комітет, який зайнявся підготовкою збройного усунення Гейрі, а наприкінці 1978 ДЖУЕЛ вийшов зі складу Народного альянсу, звинувативши низку його лідерів у співпраці з чинним режимом.
Пізно увечері 13 березня 1979 року Бішоп і низка керівників ДЖУЕЛ потай прибули до маєтку Гранд Анс в околицях столиці, де на них чекали близько 50 збройних прибічників. О 4 ранку вони почали збройне захоплення влади.

### Гренадська революція. Прем'єр-міністр Гренади
Під час успішної військової операції, яка отримала кодову назву «Operation Apple» (Яблуко), режим Еріка Гейрі було повалено. Моріс Бішоп став главою Народно-революційного уряду, а 25 березня отримав також пости міністрів оборони, внутрішніх справ, закордонних справ, безпеки, інформації та культури, а також міністра у справах острова Каріока (за острів відповідав підпорядкований Бішопу секретар у справах Каріоки Лайл Баллен). Бішоп також зайняв найвищий партійний пост Голови Політбюро ЦК Новий рух ДЖУЕЛ. Він розмістив свою резиденцію у колишньому готелі «Батлер-гаус», збудованому 1943 року, окрім того він зайняв три будівлі у центрі Сент-Джорджеса й чотири квартири в районі Карантинної станції. Його особиста резиденція розміщувалась у Mount Wheldale, поряд із будинком Бернарда Корда та його дружини Філліс.
Уряд Бішопа розгорнув у країні реформи у найрізноманітніших галузях, від реорганізації фінансової системи до організації кампаній із запровадження новітніх заходів у боротьбі зі шкідниками какао. У сільському господарстві було розгорнуто кооперативний рух та почали створюватись агропромислові комплекси з виробництва харчової продукції та держгоспи, до яких спрямовувалась безробітна молодь. За допомогою Куби було сформовано рибальський флот. Було розгорнуто програму розширення та стимулювання «народного туризму», яка передбачала залучення до Гренади іноземних туристів з невисоким статком. Для цієї мети у листопаді 1979 за допомогою Куби у Гренаді почалось будівництво міжнародного аеропорту Пойнт-Селайнз. ДЖУЕЛ розгортав у країні різноманітні громадянські кампанії (у боротьбі з неписемністю, з прибирання територій та будівництва громадських об'єктів тощо), 1980 року було створено нечисленну піонерську організацію. Розширювались зв'язки з соціалістичними країнами, перш за все з Кубою.

#### Зарубіжні поїздки Моріса Бішопа
- Куба — вересень 1979;
- США — жовтень 1979;
- Венесуела — листопад 1979 (глава делегації)[24];
- Алжир, Сирія, Лівія, Ірак, Велика Британія — січень 1980;
- Еквадор — березень 1980[25];
- Мексика — вересень 1981[26];
- Венесуэла — березень 1982;
- Франція — вересень 1982;
- Болгарія та НДР — червень 1982[27];
- СРСР — 26 — 31 липня 1982[28].
- КНДР — квітень 1983;
- США — червень 1983;
- Тринідад і Тобаго (учасник 4-ї зустрічі глав урядів країн Карибського співтовариства у Порт-оф-Спейні) — липень 1983;
- Угорщина та Чехословаччина — вересень 1983[29].

### Замах 1980 року та конфлікт із США
19 червня 1980 року на Бішопа було скоєно замах. Після вшанування пам'яті національного героя Гренади Алістера Строна, який загинув під час конфлікту з поліцією 1974 року, в Королівському парку Сент-Джорджеса почався перший в історії Гренади військовий парад, подивитись на який зібралось близько 4 000 осіб. О 14.50 за місцевим часом поряд із центральною трибуною, на якій перебували Моріс Бішоп, генерал-губернатор Пол Скун і посол Куби Хуліан Торрес Рісо, стався вибух. Бетонний поміст урятував керівників країни від загибелі, проте близько 90 осіб зазнали поранень, загинули 13-річна Лорін Філіп і 23-річна Лоріс Гемфрі. Того ж дня сили безпеки взяли штурмом будинок колишнього службовця Революційної народної армії Стречена Філіпа, звинуваченого в організації замаху, й убили його. Бішоп відвідав поранених у шпиталі, а потім виступив на радіо з промовою, в якій звинуватив ЦРУ в організації вибуху та у здійсненні плану «Піраміда», спрямованого на повалення гренадського режиму.
26 червня 1980 року 13-річну Лорін Філіп було поховано за величезного скупчення народу. Її труну, вкриту національним прапором, несли Моріс Бішоп та інші керівники країни. Адміністрація Рональда Рейгана, яка прийшла до влади у США 1981 року, відповіла Бішопу такою ж ворожістю: США відмовили Гренаді у кредитах, не надавали їй фінансову допомогу під час стихійних лих та наполягали, щоб країни Карибського басейну та Європейського економічного співтовариства уникали співробітництва з революційним урядом і не кредитували його. Особливе занепокоєння спричиняло у США будівництво аеропорту Пойнт-Селайнз. Там заявляли, що з того аеродрому у разі війни радянські МіГ-27 зможуть завдати ударів по нафтопромислах у Тринідаді, Сент-Люсії, Венесуелі й на Нідерландських Антильських островах.

### Убивство
Розв'язка настала восени 1983, коли конфлікт із США наклався на конфлікт всередині керівництва ДЖУЕЛ з деяких питань ідеології та революційної тактики. У вересні Бішоп вилетів із візитом до Угорщини й Чехословаччини, а 8 жовтня 1983 повернувся до Гренади, де виник конфлікт у керівництві партії, оскільки під час поїздки Бішоп змінив свою думку щодо рішень, які було ухвалено раніше. Окрім того, Сент-Джорджесом поповзли чутки, що заступник прем'єр-міністра Бернард Корд і його дружина Філліс готували убивство Бішопа. Центральний комітет ДЖУЕЛ звинуватив Бішопа у поширенні тих чуток, 12 жовтня усунув від партійного посту й помістив під домашній арешт. Почались багатоденні перемовини, під час яких Бішопа переконували підкоритись рішенню ЦК, а коли звістка про арешт Бішопа поширилась столицею, почались масові демонстрації на його підтримку. 18 жовтня виявилось, що компромісу вже досягнуто — увечері Бішоп надав згоду розглянути зроблену того дня пропозицію ЦК повернутись до виконання обов'язків прем'єр-міністра й виробити спільну політичну лінію.
Однак о 9.30 19 жовтня 1983 Моріс Бішопа було звільнено з-під варти натовпом прибічників на чолі з Юнісоном Вайтменом і Вінсентом Ноелом, після чого жителі столиці вирушили до штабу Народної революційної армії у Форт-Руперті та захопили його: командир форту майор Кристофер Струд віддав солдатам наказ не стріляти. Офіцери штабу й охорона були роззброєні, почалась роздача зброї населенню. Довідавшись про це, члени Центрального комітету ДЖУЕЛ Бернард Корд, міністр національної мобілізації Селвін Стрейчан, секретар у справах молоді Дейв Бартоломью, заступник міністра оборони й безпеки Лайм Джеймс, оперативний командувач Народної революційної армії підполковник Еварт Лейн, міністр будівництва генерал Гадсон Остін, посол на Кубі Лайон Корнуелл, секретар з питань інформації канцелярії прем'єр-міністра Колвілл Макбарнетт і капітан Джон Вентур зібрались на нараду у Форт-Фредеріку та прийняли рішення відрядити війська для відновлення контролю над штабом армії. На захоплення форту було відряджено підрозділ лейтенанта Каллістуса Бернарда, який виконав своє завдання, незважаючи на те, що зустрів вогонь із форту.
Після штурму, під час якого, за офіційними даними, загинули сержант Дорсет Пітерс та ворент-офіцер Рафаель Мейсон (окрім того, загинула невідома кількість мирних жителів), Моріс Бішоп та його найближчі прибічники були схоплені солдатами. Їх вишукували в ряд перед кам'яною стіною на головному майданчику Форт-Руперта й наказали зняти сорочки, після чого всі 11 заарештованих були розстріляні підрозділом 23-річного лейтенанта Каллістуса Бернарда. Тіла розстріляних були потай вивезені солдатами, спалені та поховані. До того як стали відомі матеріали судового процесу 1984 року, у світовій пресі з'являлись найрізноманітніші версії смерті Бішопа. Окрім прем'єр-міністра були розстріляні міністр закордонних справ Гренади Юнісон Вайтмен, міністр освіти, у справах молоді та з соціальних питань Жаклін Крефт, міністр житлового будівництва Норріс Бейн, профспілкові лідери Фіцрой Бейн та Вінсент Ноел, а також Кейт Гейлінг, Евелін Баллен, Евелін Мейтланд, Евіс Фергюсон та Гемма Белмар. Пізніше, на судовому процесі, захист намагався пояснити розстріл особистою ініціативою Бернарда та його солдатів, розлючених загибеллю товаришів, однак колишній секретар з питань інформації канцелярії прем'єр-міністра Колвілл Макбарнетт дав свідчення, що рішення про убивство Бішопа дійсно було прийнято членами ЦК ДЖУЕЛ під час наради у кімнаті на верхньому поверсі Форт-Фредеріка.
О 15.00 генерал Гадсон Остін розпустив уряд Гренади та сформував Революційну військову раду. О 19.00 радіо «Вільна Гренада» повідомило, що невдовзі буде зроблено важливе оголошення, а о 21.10 19 жовтня на радіо виступив Гадсон Остін, який повідомив про загибель Моріса Бішопа й перехід влади до рук армії. Він звинуватив Бішопа в організації виступів проти влади, відмові від перемовин, у відкрито оголошеному намірі знищити Центральний комітет партії та командування збройних сил.
24 жовтня через аеропорт Пірлз почалась евакуація з Гренади громадян США, а на світанку 25 жовтня 1983, близько 5 години ранку той же аеродром був захоплений вертолітним десантом армії США — почалась військова операція США у Гренаді.
Учасники подій, пов'язаних із загибеллю Моріса Бішопа, були заарештовані та за якийсь час постали перед судом. Окрім членів ЦК ДЖУЕЛ, були звинувачені керівник розстрілу лейтенант Каллістус Бернард, капітан Лестер Редхед, захоплений повстанцями у Форт-Руперті, а потім брав участь в арешті Бішопа та був присутній під час страти, командир Форт-Руперта майор Кристофер Струд, який не чинив перешкод розстрілу, і старший лейтенант Сесіл Прайм. Бернард Корд заявляв, що не зустрічався з членами ЦК та довідався про смерть Бішопа, коли його розбудили вночі. 4 грудня 1986 року звинувачених було засуджено до смертної кари, заміненої довічним тюремним ув'язненням. Влітку 2007 року вироки було переглянуто, але на волю вийшли тільки Гадсон Остін, Колвілл Макбарнетт і Джон Вентур.

## Родина
1966 року в Лондоні Моріс Бішоп одружився з медсестрою Анджелою Редхед. 1969 у них народилась дочка Надія, 1971 року — син Джон. Однак шлюб Моріса й Анджели розпався, а неофіційною дружиною Бішопа стала Жаклін Крефт. За чутками, у грудні 1978 у них народився син, якого назвали Володимир Ленін Крефт. Доля другої родини Моріса Бішопа склалась трагічно: міністр освіти Жаклін Крефт загинула разом із Бішопом, а їхній син Володимир Ленін Крефт був убитий у серпні 1994 в Торонто, під час бійки у нічному клубі. Мати Бішопа Елмент, сестри Морін та Енн, його перша дружина Анджела та їхні діти пережили Моріса Бішопа.

### Пам'ять
- Резиденція прем'єр-міністра «Батлер-гаус» була зруйнована під час вторгнення армії США у жовтні 1983 року. Її руїни стоять донині.
- У червні 1984 прибічники ДЖУЕЛ, Народного революційного уряду Гренади та Моріса Бішопа було створено Патріотичний рух імені Моріса Бішопа[39].
- 29 травня 2009 року міжнародний аеропорт Пойнт-Селайнз, в основному збудований за часів правління Бішопа, був перейменований на Міжнародний аеропорт імені Моріса Бішопа[2].